# Негруша
Негруша (рум. Negrușa) — село у повіті Мехедінць в Румунії. Входить до складу комуни Чирешу.
Село розташоване на відстані 286 км на захід від Бухареста, 23 км на північний захід від Дробета-Турну-Северина, 144 км на південний схід від Тімішоари, 116 км на північний захід від Крайови.

## Населення
За даними перепису населення 2002 року у селі проживали 216 осіб, усі — румуни. Усі жителі села рідною мовою назвали румунську.